# Lijst van voetbalinterlands Jamaica - Mexico
Deze lijst van voetbalinterlands is een overzicht van alle officiële voetbalwedstrijden tussen de nationale teams van Jamaica en Mexico. De landen speelden tot op heden 29 keer tegen elkaar, te beginnen met een wedstrijd tijdens het CONCACAF-kampioenschap 1963 in San Salvador (El Salvador) op 28 maart 1963. Het laatste duel, een groepswedstrijd tijdens de Copa América 2024, vond plaats op 22 juni 2024 in Houston (Verenigde Staten).

## Wedstrijden
| №  | Plaats       | Datum            | Competitie                      | Wedstrijd        | Uitslag |
| -- | ------------ | ---------------- | ------------------------------- | ---------------- | ------- |
| 1  | San Salvador | 28 maart 1963    | CONCACAF-kampioenschap 1963     | Mexico – Jamaica | 8 – 0   |
| 2  | Kingston     | 3 mei 1965       | WK 1966 kwalificatie            | Jamaica – Mexico | 2 – 3   |
| 3  | Mexico-Stad  | 7 mei 1965       | WK 1966 kwalificatie            | Jamaica – Mexico | 8 – 0   |
| 4  | San José     | 27 november 1969 | CONCACAF-kampioenschap 1969     | Mexico – Jamaica | 2 – 0   |
| 5  | Los Angeles  | 28 juni 1991     | CONCACAF Gold Cup 1991          | Mexico – Jamaica | 4 – 1   |
| 6  | Mexico-Stad  | 22 juli 1993     | CONCACAF Gold Cup 1993          | Mexico – Jamaica | 6 – 1   |
| 7  | Mexico-Stad  | 16 oktober 1996  | WK 1998 kwalificatie            | Mexico – Jamaica | 2 – 1   |
| 8  | Kingston     | 17 november 1996 | WK 1998 kwalificatie            | Jamaica – Mexico | 1 – 0   |
| 9  | Mexico-Stad  | 13 april 1997    | WK 1998 kwalificatie            | Mexico – Jamaica | 6 – 0   |
| 10 | Kingston     | 16 november 1997 | WK 1998 kwalificatie            | Jamaica – Mexico | 0 – 0   |
| 11 | Los Angeles  | 12 februari 1998 | CONCACAF Gold Cup 1998          | Jamaica – Mexico | 0 – 1   |
| 12 | Mexico-Stad  | 25 maart 2001    | WK 2002 kwalificatie            | Mexico – Jamaica | 4 – 0   |
| 13 | Kingston     | 2 september 2001 | WK 2002 kwalificatie            | Jamaica – Mexico | 1 – 2   |
| 14 | Mexico-Stad  | 20 juli 2003     | CONCACAF Gold Cup 2003          | Mexico – Jamaica | 5 – 0   |
| 15 | Houston      | 13 juli 2005     | CONCACAF Gold Cup 2005          | Mexico – Jamaica | 1 – 0   |
| 16 | Mexico-Stad  | 6 september 2008 | WK 2010 kwalificatie            | Mexico – Jamaica | 3 – 0   |
| 17 | Kingston     | 11 oktober 2008  | WK 2010 kwalificatie            | Jamaica – Mexico | 1 – 0   |
| 18 | Mexico-Stad  | 6 februari 2013  | WK 2014 kwalificatie            | Mexico – Jamaica | 0 – 0   |
| 19 | Kingston     | 4 juni 2013      | WK 2014 kwalificatie            | Jamaica – Mexico | 0 – 1   |
| 20 | Philadelphia | 26 juli 2015     | CONCACAF Gold Cup 2015          | Jamaica − Mexico | 1 − 3   |
| 21 | Pasadena     | 9 juni 2016      | Copa América Centenario         | Mexico − Jamaica | 2 − 0   |
| 22 | Denver       | 14 juli 2017     | CONCACAF Gold Cup 2017          | Mexico − Jamaica | 0 − 0   |
| 23 | Pasadena     | 23 juli 2017     | CONCACAF Gold Cup 2017          | Mexico − Jamaica | 0 − 1   |
| 24 | Mexico-Stad  | 2 september 2021 | WK 2022 kwalificatie            | Mexico – Jamaica | 2 – 1   |
| 25 | Kingston     | 27 januari 2022  | WK 2022 kwalificatie            | Jamaica – Mexico | 1 – 2   |
| 26 | Kingston     | 14 juni 2022     | CONCACAF Nations League 2022/23 | Jamaica − Mexico | 1 − 1   |
| 27 | Mexico-Stad  | 26 maart 2023    | CONCACAF Nations League 2022/23 | Mexico − Jamaica | 2 − 2   |
| 28 | Paradise     | 12 juli 2023     | CONCACAF Gold Cup 2023          | Jamaica − Mexico | 0 − 3   |
| 29 | Houston      | 22 juni 2024     | Copa América 2024               | Mexico − Jamaica | 1 − 0   |

## Samenvatting
| Competitie              | Totaal gespeeld | Winst Jamaica | Gelijk | Winst Mexico | Doelsaldo Jamaica – Mexico |
| ----------------------- | --------------- | ------------- | ------ | ------------ | -------------------------- |
| WK-kwalificatie         | 14              | 2             | 2      | 10           | 8 − 33                     |
| CONCACAF Gold Cup       | 11              | 1             | 1      | 9            | 4 − 33                     |
| CONCACAF Nations League | 2               | 0             | 2      | 0            | 3− 3                       |
| Copa América            | 2               | 0             | 0      | 2            | 0 − 3                      |
| Totaal                  | 29              | 3             | 5      | 21           | 15 − 72                    |

## Details

### Veertiende ontmoeting
| CONCACAF Gold Cup 2003 (Mexico-Stad, Mexico, 20 juli 2003):                                    |       |         |
| Mexico                                                                                         | 5 – 0 | Jamaica |
| Omar Bravo 38' Rafael García 42' Daniel Osorno 55' Jared Borgetti 61' Juan Pablo Rodríguez 83' | goals |         |

### 21ste ontmoeting
| Copa América Centenario (Pasadena, Verenigde Staten, 9 juni 2016): |       |         |
| Mexico                                                             | 2 – 0 | Jamaica |
| Javier Hernández 18' Oribe Peralta 81'                             | goals |         |

JFF · A-internationals · Bondscoaches · Selecties · Statistieken · Jamaicaans vrouwenelftal · Olympisch elftal · Jamaica U21 · Jamaica U19 · Jamaica U17
1920 – 1959 · 
1960 – 1969 · 
1970 – 1979 · 
1980 – 1989 · 
1990 – 1999 · 
2000 – 2009 · 
2010 – 2019 · 
2020 – 2029
Gold Cup 1991 · 
Gold Cup 1993 · 
Gold Cup 1998 · 
Gold Cup 2000 · 
Gold Cup 2003 · 
Gold Cup 2005 · 
Gold Cup 2009 · 
Gold Cup 2011 · 
Gold Cup 2015
Copa América 2015
WK 1998
1925 · 
1926 · 
1927–1929 · 
1930 · 
1931 · 
1932 · 
1933–1934 · 
1935 · 
1936 · 
1937 · 
1938 · 
1939–1946 · 
1947 · 
1948 · 
1949 · 
1950 · 
1951 · 
1952 · 
1953 · 
1954–1956 · 
1957 · 
1958 · 
1959 · 
1960 · 
1961 · 
1962 · 
1963 · 
1964 · 
1965 · 
1966 · 
1967 · 
1968 · 
1969 · 
1970 · 
1971 · 
1972 · 
1973 · 
1974 · 
1975 · 
1976 · 
1977 · 
1978 · 
1979 · 
1980 · 
1981 · 
1982 · 
1983 · 
1984 · 
1985 · 
1986 · 
1987 · 
1988 · 
1989 · 
1990 · 
1991 · 
1992 · 
1993 · 
1994 · 
1995 · 
1996 · 
1997 · 
1998 · 
1999 · 
2000 · 
2001 · 
2002 · 
2003 · 
2004 · 
2005 · 
2006 · 
2007 · 
2008 · 
2009 · 
2010 · 
2011 · 
2012 · 
2013 · 
2014 · 
2015 · 
2016 ·
2017 ·
2018 ·
2019 ·
2020 ·
2021 ·
2022 ·
2023 ·
2024
Amerikaanse Maagdeneilanden ·
Antigua en Barbuda ·
Argentinië ·
Aruba ·
Australië ·
Bahama's ·
Barbados ·
Bermuda ·
Bolivia ·
Brazilië ·
Britse Maagdeneilanden ·
Bulgarije ·
Canada ·
Chili ·
China ·
Colombia ·
Costa Rica ·
Cuba ·
Curaçao ·
Dominica ·
Dominicaanse Republiek ·
Ecuador ·
Egypte ·
El Salvador ·
Engeland ·
Frankrijk ·
Ghana ·
Grenada ·
Guatemala ·
Guyana ·
Haïti ·
Honduras ·
Ierland ·
India ·
Indonesië ·
Iran ·
Japan ·
Jordanië ·
Kaaimaneilanden ·
Kameroen ·
Kroatië ·
Maleisië ·
Marokko ·
Mexico ·
Nederlandse Antillen ·
Nicaragua ·
Nieuw-Zeeland ·
Nigeria ·
Noord-Macedonië ·
Noorwegen ·
Panama ·
Paraguay ·
Peru ·
Puerto Rico ·
Qatar ·
Saint Kitts en Nevis ·
Saint Lucia ·
Saint Vincent en de Grenadines ·
Saoedi-Arabië ·
Servië ·
Suriname ·
Trinidad en Tobago ·
Uruguay ·
Venezuela ·
Verenigde Staten ·
Vietnam ·
Wales ·
Zambia ·
Zuid-Afrika ·
Zuid-Korea ·
Zweden ·
Zwitserland
FMF · A-internationals · Selecties · Bondscoaches · Statistieken · Mexicaans vrouwenelftal · Olympisch elftal · Mexico U21 · Mexico U20 · Mexico U19 · Mexico U18 · Mexico U17
1920 – 1949 ·
1950 – 1969 ·
1970 – 1979 ·
1980 – 1989 ·
1990 – 1999 ·
2000 – 2009 ·
2010 – 2019 ·
2020 – 2029
Copa América 1993 ·
Copa América 1995 ·
Copa América 1997 ·
Copa América 1999 ·
Copa América 2001 ·
Copa América 2004 ·
Copa América 2007 ·
Copa América 2011 ·
Copa América 2015 · 
Copa América 2016
WK 1930 ·
WK 1950 ·
WK 1954 ·
WK 1958 ·
WK 1962 ·
WK 1966 ·
WK 1970 ·
WK 1978 ·
WK 1986 ·
WK 1994 ·
WK 1998 ·
WK 2002 ·
WK 2006 ·
WK 2010 ·
WK 2014 · 
WK 2018
OS 1928 ·
OS 1948 ·
OS 1964 ·
OS 1968 ·
OS 1972 ·
OS 1976 ·
OS 1992 ·
OS 1996 ·
OS 2004 ·
OS 2012 ·
OS 2016 ·
OS 2020
1923 ·
1924–1927 ·
1928 ·
1929 ·
1930 ·
1931–1933 ·
1934 ·
1935 ·
1936 ·
1937 ·
1938 ·
1939–1946 ·
1947 ·
1948 ·
1949 ·
1950 ·
1951 ·
1952 ·
1953 ·
1954 ·
1955 ·
1956 ·
1957 ·
1958 ·
1959 ·
1960 ·
1961 ·
1962 ·
1963 ·
1964 ·
1965 ·
1966 ·
1967 ·
1968 ·
1969 ·
1970 · 
1971 · 
1972 · 
1973 · 
1974 · 
1975 · 
1976 · 
1977 · 
1978 · 
1979 · 
1980 · 
1981 · 
1982 · 
1983 · 
1984 · 
1985 · 
1986 · 
1987 · 
1988 · 
1989 · 
1990 · 
1991 · 
1992 · 
1993 · 
1994 · 
1995 · 
1996 · 
1997 · 
1998 · 
1999 · 
2000 · 
2001 · 
2002 · 
2003 · 
2004 · 
2005 · 
2006 · 
2007 · 
2008 · 
2009 · 
2010 · 
2011 · 
2012 · 
2013 · 
2014 · 
2015 · 
2016 ·
2017 ·
2018 ·
2019 ·
2020 ·
2021 ·
2022 ·
2023
Albanië ·
Algerije ·
Angola ·
Argentinië ·
Australië ·
België ·
Belize ·
Bermuda ·
Bolivia ·
Bosnië en Herzegovina ·
Brazilië ·
Bulgarije ·
Canada ·
Chili ·
China ·
Colombia ·
Congo-Kinshasa ·
Costa Rica ·
Cuba ·
Curaçao ·
DDR ·
Denemarken ·
Dominica ·
Duitsland ·
Ecuador ·
Egypte ·
El Salvador ·
Engeland ·
Estland ·
Fiji ·
Finland ·
Frankrijk ·
Gambia ·
Ghana ·
Griekenland ·
Guatemala ·
Guyana ·
Haïti ·
Honduras ·
Hongarije ·
Ierland ·
IJsland ·
Irak ·
Iran ·
Israël ·
Italië ·
Ivoorkust ·
Jamaica ·
Japan ·
Joegoslavië ·
Kameroen ·
Kroatië ·
Liberia ·
Luxemburg ·
Marokko ·
Martinique ·
Nederland ·
Nederlandse Antillen ·
Nicaragua ·
Nieuw-Zeeland ·
Nigeria ·
Noord-Ierland ·
Noord-Korea ·
Noorwegen ·
Oekraïne ·
Oezbekistan ·
Panama ·
Paraguay ·
Peru ·
Polen ·
Portugal ·
Qatar ·
Roemenië ·
Rusland ·
Saint Kitts en Nevis ·
Saint Vincent en de Grenadines ·
Saoedi-Arabië ·
Schotland ·
Senegal ·
Servië ·
Slovenië ·
Slowakije ·
Sovjet-Unie ·
Spanje ·
Suriname ·
Trinidad en Tobago ·
Tsjechië ·
Tsjecho-Slowakije ·
Tunesië ·
Uruguay ·
Venezuela ·
Verenigde Staten ·
Wales ·
Wit-Rusland ·
Zuid-Afrika ·
Zuid-Korea ·
Zweden ·
Zwitserland
Angola (2006) ·
Argentinië (2006) ·
Brazilië (1999) ·
Brazilië (2014) ·
Brazilië (2018) ·
Duitsland (2018) ·
Frankrijk (2010) ·
Iran (2006) ·
Kameroen (2014) ·
Kroatië (2014) ·
Nederland (2014) ·
Portugal (2006) ·
Uruguay (2010) ·
Zuid-Afrika (2010) ·
Zuid-Korea (2018) ·
Zweden (2018)